# Samantha Bloom
Samantha Bloom (* 15. August 1975 in Canterbury, England) ist eine britische Film- und Theaterschauspielerin.

## Leben
Samantha Bloom wurde 1975 als älteste Tochter der Kinderbuchautorin Sonia Copeland und des südafrikanischen Journalisten und Bürgerrechtlers Harry Bloom in Canterbury geboren. Harry Bloom starb, als Samantha sechs Jahre alt war. Ihr jüngerer Bruder ist der Schauspieler Orlando Bloom. Nachdem die Familie nach London gezogen war, besuchte Samantha Bloom die Guildhall School of Music and Drama.

## Filmografie
- 2005: Stolz und Vorurteil (Pride & Prejudice)
- 2006: Love and Other Disasters
- 2006: Cashback
- 2006: Rabbit Fever